# Metro: Last Light
Metro: Last Light је постапокалиптичнa пуцачка игра из првог лица која садржи елементе прикрадања и хорор елементе. Игрица је развијена од стране Украјинског студија 4А Гејмс, публикована је од стране Дип Силвера и дистрибуирана од стране Сквер Еникса у Северној Америци за Windows, PlayStation 3 и Xbox 360 у мају 2013. године. Ремастер верзија ове видео игре је изашла за PlayStation 4 и Xbox један у aвгусту 2014. године под називом Metro: Last Light Redux package.
Metro: Last Light је наставак видео игре Метро 2033 која прати причу главног јунака Артјома, младог војника који живи у Московски метро после разарајућег нуклеарног рата. Његова мисија је била да пронађе мистериозне Црне. Артјом мора да се изложи опасности различитих делова Метро система, као и спољном свету који је препун радијације, као и да се бори против разних факција и мутираних чудовишта. Игра побољшава различите механике играња у односу на Метро: 2033 и додаје елементе као што је унапређење оружија.
Развијена од стране тима од око 80 људи, Metro: Last Light је наставак игре Метро: 2033. Креатор приче Димитри Глуховски је написао дијалог игре и главну причу. Мултиплер верзија игре је била у плану али су одустали од ње како би се фокусирали на синглплер игру, за коју су се програмери надали да ће „обновити успомене Half-Life 2 видео игре”. Игра је првобитно требало да буде објављена од стране Америчке компаније Те Ха Кју, која је задала стриктан буџет програмерима, али ју је на крају преузела Немачка компанија Коч Медиа након што је Те Ха Кју банкротирала. Била је планирана и Wii Ју верзија али је на крају отказана.
Игра је добила генерално позитивне критите од стране критичара. Похвале су углавном биле на њихову атмосферу, дизајн у игри, звук, графику и гејмплеј, док је критика била усмерена посебно на вјештачка интелигенција и техничке проблеме. Преднаруџбина бонус Ренџер мод је био пласиран као дефинитиван начин играња али је изазвао контроверзе. Игра је била маркетиншки успешна, где је у првој недељи у малопродаји у Америци надмашила малопродајну цену њеног претходника 2033. Новелација игре написана од стране Глуховског је објављена као Метро 2035 у 2015. години. Следећа игра у овом серијалу под називом Metro Exodus је објављена 2019. године.

## Гејмплеј
Као и његов претходник Метро 2033, Metro: Last Light игра исту улогу главни јунак Артјом. Прича се одвија у постапокалиптичној Москва, углавном унутар метро система али повремено се мисије одвијају и изнад земље. Борбе су наизменичне где играч води битку између мутанта и непријатеља људи. Области су веће у поређењу са Метро 2033, и игра подстиче играче да истражују јер има више путева. Игра нуди већу слободу играчима, омогућавајући им да примене различите тактите за борбу против непријатеља. Игра има подручја која могу да се униште са одређеним предметима као што су стубови који се руше након што су погођени. Бројни дневник написани од стране Артјома пружају додатни увид у причу игре који су раштркани по мапи које играч може да сакупља.
Као пуцачка игра из првог лица, Metro: Last Light садржи разне врсте ватреног оружја, нека измишљена а нека базирана на правом оружју које играч користи у борби. Протагониста игре Артјом, има способност да убије непријатеља директно са његовим оружијем. Артјом има три места за оружије. Играчи могу да ставе било које оружије у било која од та три слота без ограничења. Играчи имају приступ четири различита помоћна оружија која укључују нож за бацање, запаљиве гранате и ручна бомба. Мутанти не поседују оружија и настоје да физички нападну играча у групама, док се људи боре са истим оружијем које је доступно и играчима. Играч може да нокаутира или да убије већину људских непријатеља уместо да их упуца, шуњајући се да не би био откривен. Пошто су непријатељи неефикасни у уочавању играча у тами, играчи могу да угасе фењере и сијалице како би добили предност над непријатељем.
У постапокалиптичном окружењу муниција је редак и неопходан ресурс. Пре апокалипсе војна муниција се користила као валута. Играчи могу да избегну коришћење вредне муниције тако што ће да користе лошији квалитет муниције направљен у Метроу. Због недостатка муниције, од кључног аспекта игре је чишћење. Играч може да пљачка лешеве и окружење за резервну муницију као и оружије и остале предмете. Војна муниција може да се користи за куповину друге муниције, оружија и осталих предмета у већини Метро станица. Додаци за оружије као што су оптички нишан и пригушивач који побољшавају ефикасност оружија могу да се купе користећи исте ове меткове.
Локација игре одражава тамну страну правих метро тунела са додатком елемената за преживљавање. Паранормални феномени као што су фигуре сенки, халуцинације и необњашљиви звуци који су присутни већину пута играч мора да се ослања на упаљач и батеријску лампу како би се кретао кроз мрак. Распоред локација је често замршен и игра мањка било какав вид мапе или било какве маркиране локације остављајући играча да покуша да нађе мисије користећи само компас. Површина је смртоносна у односу на метро. У игри постоји двадесетчетворочасовно време као и стална промена времена, наиме ове области су веома озрачене и гас маску је неопходно носити у сваком тренутку због загађеног ваздуха. Играчи морају да сакупљају филтере за гас маску и сваки филтер траје неколико минута и аутоматски се мењају филтери ако играч има још филтера у резерви. Играч исто има могућност да обрише прљавштину и крв са гас маске. Не постоји индикатор који говори играчу када ће филтер бити потрошен, такође тајмер на ручном сату играча показује за колико ће филтер истећи. Сат такође показује играчу ако је откривен од непријатеља. На сваком оружију муниција је (делимично) видљива, што играчу говори да је муниција при крају и да мора да поново напуни оружије. Уместо индикатора на мапи игрица производи аудио и визуелне информације да обавести играче.
Постоји неколико суптилних моралних одлука у игри који утичу на карму. Добрим поступцима се остварује добра карма, поступци као што су спашавање људи од непријатеља, прислушкивање разговора имеђу споредних ликова у игрици или спаринговање са непријатељским војницима. Лоша карма може да се добије лошим поступцима као што су насумично убијање људи или крађа ствари. Карма утиче на крај игре који играч доживљава.

## Радња
Прича Metro: Last Light се дешава 2034. године, годину дана после дешавања Метро 2033 која прати крај оригиналне књиге у којој Артјом испаљује ракете на Црне, мистериозна бића која наводно угрожавају људе који су преживели нуклеарни рат у Московском Метроу. Ренџери су неутрални миротворци који функционишу кроз систем. Ренџери су у то време окупирали Д6 војну базу коју је Артјом посетио после прве игрице. Овај пре ратни бункер је огроман и непотпуно је истражен. Артјом је сада постао ренџер али је и остао несигуран да ли је убијање Црних била исправна одлука. Гласине о открићу Д6 и његових богатства се разгласила по Метроу, противничке групе као што су Совјетска црвена линија и Наци четврти рајх који покушавају да заузму бункер и све у њему.
Мистични Кан информише Артјома и ренџере да је један Црни преживео ракетни напад. Кан верује да је Црни кључ људске будућности и жели да комуницира са њим. Пуковник Милер, лидер ренџера жели да га елиминише јер га сматра потенцијалном претњом. Милер шаље Артјома на површину под пратњом Милерове ћерке Ане која је најбољи снајпериста Ренџера, да убије Црног.
Артјом проналази Црног (дете) али бива заробљен од војника четвртог рајха. Заробљени војник из Црвене линије Павел Морозов и Артјом беже заједно кроз тунеле Метроа и преко опасне површине. Када су стигли до средишта Црвене линије, испоставља се да је Павел високо рангирани официр, те заробљава Артјома како би сазнао више о Ренџерима и Црном. Артјом бежи и покушава да стигне до Ане и Црног које је отео Лесницки, бивши ренџер и Шпијун црвене линије. На путу до тамо проналази војску црвене линије која масакрира становнике станице који наводно имају мистериозну епидемију. Црвене линије су биле те које су представиле вирус (Ебола) станици које су добили у Д6 букнеру од Лесницког. Артјом проналази Ану и ослобађа је али они бивају изложени вирусу, где након чега су спашени бивају приморани да бораве у карантину. Уплашена да ће умрети, Ана заводи Артјома.
Након што се испоставило да нису позитивни на вирус, Артјом се поново сусреће са Каном. Артјом и Кан лоцирају Црног где се главни јунак ове игре у низу халуцинација и флеш бекова присећа да га је док је био мали Црни спасио од смрти. Испоставило се да је Артјом био психички повезан са Црним. Артјом се заклео да ће да се искупи тако што ће да заштити малог црног где касније њих двоје путују заједно у Полис (централна област Метроа), где се одржава мировна конференција у вези Д6 између Ренџера, Црвених линија, Рајха и неутралног Хансе. На путу до Полиса Артјом је поразио Лесницког и Павела. Успут је мали црни осетио да постоји група Црних у Д6 станици који су хибернирали. Након што су стигли у Полис, мали црни користи своје телепатске способности на Черману Москвину лидеру црвених линија како би признао да је мировна конференција једна обична диверзија како би Генерал Корбут могао да заузме Д6. Артјом и остатак ренџера јуришају до бункера како би једном за свагда зауставили Корбутову армију војника али их дочекује оклопни воз који се срушио на њихову станицу. Војници црвене линије окружују Артјома и Милера како би их убили.
Карма коју је играч скупио кроз целу игрицу одређује како ће се игрица завршити. У лошем крају, Артјом уништава Д6 станицу како би спречио Корбута да искористи вирус да избрише све нације и човечанство што је завршило његовом смрћу, као и свих преживелих ренџера и црвених линија. На самом крају игре је приказана сцена где Ана прича причу своме сину о томе како је његов отац Артјом био храбар ренџер. Добар крај игре који, касније откривен као и канонски завршетак, где се Артјом спрема да уништи бункер али бива заустављен од стране малог црног који са остатком црних који су се пробудили убијају Корбутову војску. На самом крају игре Артјом је назвао малог Црног последње светло наде човечанства. У оба краја игрице мали Црни одлази са остатком породице како би започели нови живот, обећавши да ће се једног дана вратити како би помогао да поново обнове свет.

## Развој
Престижни Украјински девелопер 4А Гејмс направио је игру са тимом од преко 80 људи. Наставак Метро 2033, који је написао руски аутор Димитриј Глукховски, није везан за његову следећу књигу Метро 2034. Уместо тога, служи као директан наставак прве игре, са већином идеја створених од стране 4А Гејмс. Према Хуб Бејнону, шефу комуникација за Те Ха Кју, тим је одлучио да направи адаптацију видео игара из 2034. године, јер су мислили да је тон 2034 драстично другачији од свог претходника. Он га је описао као „кућно-уметнички трилер” и веровао је да се за разлику од прве игре, не може успешно претворити у видео игру. Међутим, Глуховски је понудио креативан допринос пројекту и написао кратак преглед приче о игри, као и дијалог игре, која је заузимала 3000 ћелија у Majkrosoft Ekselу. Тим је изабрао лош завршетак за Метро 2033, јер су веровали да је то био занимљив почетак за Metro: Last Light и да је у складу са тамним и депресивним тоном романа. Глуховски је тврдио да ће прича истражити тему искупљења, људе који понављају своје грешке и идеју да имају "другу шансу". Артјомов лик се такође променио да постане зрелији и искуснији. Међутим, он је остао повучен лик, јер је тим сматрао да његов говор неће допринети развоју његовог лика и да ће ометати систем атмосфере и морала.
Један од кључник циљева 4А Гејмс био је побољшање и рефинисање бројних аспеката из 2033. године, које је Те Ха Кју описао као „неисправно ремек дело”. Снажан фокус на атмосферу је задржан, али је тим преуредио бројне механике играња. Механизам пуцњаве је побољшан, а ватрено оружије у игри више није било дозвољено. Систем анимације је прерађен и додато је више визуелних ефеката. Вештачка интелигенција игре је такође прерађена да би се боље одазивала на одлуке играча. Након што је чуо од играча о економском систему засновано на муницији, тим је одлучио да задржи то својство у Metro: Last Light али да боље објасне како је функционисало како играчи не би били збуњени тиме. Поред тога, тим је открио да не би позајмили право гласа како би привукли већу публику. Уместо тога, ни би преуредили контроле, игре како би постали приступачнији. Тим је такође драстично побољшао тајне секције игре. Основна филозофија дизајнирања ових секција је била забавна како кажу, али играчи не би били превише строго кажњени ако би направили било какву грешку, као што је на пример прављење превише буке. Као резултат тога, будућност вештачке интелигенције има неколико различитих нивоа, што игру чини реалнијом.. Конкуренти мултиплер мод је првобитно био планиран што би се рекло „јединствен” за Метро серију, и не би једноставно укључио типичне мултиплер модове као што су тим дедмеч или заузимање заставице. Међутим, коначно је отказан, али могућност задржавања мултиплер мода је остала и могла би да се врати након изласка игре.

Ово није игра за супер масовно тржиште Call of Duty. Не покушавамо да будемо као филм Трансформерси, покушавамо да будемо Дистрикт 9. Нешто са мало више уметничког кредибилитета. Од великог значаја је било да дозволимо студију да настави да испоручује своју визију и амбиције за игру.

-  Комуникациони лидер 4А компаније, Хув Бејнон
Још један од циљева тима је био да се играчи осећају узнемирено након играња игре, и да покажу тренутке играња који ће их чинити забрињавајућим и осетљивим. Тим је у игру укључио елементе хорор преживљавања, који су такође коришћени у првом делу. Игра је описана од стране Те Ха Кјуа као њихова властита „понуда за борбу против уморног убице” користећи свој тежак фокус на причу за једног играча. Према Бејнону, филозофија игре је потпуна супротност од Call of Duty серијала, која је описана као кратка, линеарна и испуњена која би била само туторијал за мултиплер садржај. Тим се надао да ће имати највише тренутака у игри „наративно-управљачки”, и да ће се сви непријатељски сусрети у игри дизајнирати да буду различити један од другог. Они су се надали да ће, понудити једниствено искуство са сваким новим сусретом и да ће бити запамћени од стране играча. Надали су се да ће игра да их обасја успоменама на игру Half-Life 2.
Свет је сам по себио био направљен да буде упечатљив. Глукховски је укључио бројне приче у игри и различите врсте драма око четири нације у игри. Надао се да ће кроз овај приступ игра имати већу поенту од типичних пуцачина у првом лицу, и да се игра чини истински реалном. Морални избор се враћа у игру. Према 4А, ови избори су веома суптилни, тако да не би гемификовали концепт. То је метод који је 4А спровео да би створио осећај веродостојности према свету, који ће онда донети одлуку аутентичнијом. Како бих постигао натурализам, Андреи Прокхоров, креативни директор игре, намерно је уклонио већину аспеката типичног приказа главе док су сматрали да је то препрека која спречава играче да се удубе у свет, и да ће то уништити атмосферу игре. Прокхоров је приметио да је за додавање бројних графичких и аудио сигнала потребно додатно време и напор, али је тврдио да ако има довољно времена, тим ће покушати да не прикаже све лоше детаље.
Metro: Last Light покреће 4А Гејмс. властити енџин, такозвани 4А енџин. Бејнон је тврдио да је са енџином то била најбоља игра која је тренутно доступна на тржишту, посебно за лични рачунар корисника. Тим је такође радио на побољшању система за осветљење и уништавање игре и увео већу палету боја. Игра је првобитно била најављена за Нинтендо Вии У, а наслов је био укључен у Вии У брзом показивању, иако је Те Ха Кју изјавио да игра можда неће бити доступна за ту платформу. Што се тиче могућности да игра дође на Вии У, главни технички официр у 4А Гејмсу Олес Шишковсов је рекао да Вии У има ужасно спор процесор. Његов колега, Хјув Бејнон, је поновио то мишљење, говорећи да неће постојати верзија игре за Вии У уређаје зато што студио није могао да оправда потребан напор и схватили су да није вредно труда у том тренутку. Према Те Ха Кју, 4А је експериментисао са Вии У развојним сетом, али је касније одустао од ове верзије игре током раних фаза развоја.
Те Ха Кју је био издавач прве игре, али студио није уложио много труда да помогне у развоју игре, што је довело до бројних техничких проблема и недостатка оптимизације игре. Међутим, продаја игре је изненадила Те Ха Кју и као резултат тога, издавач је сматрао да је прва игра пропуштена прилика где је почео да третира Метро као серијал. Дени Билсон, тадашњи извршни директор Те Ха Кјуа је обећао да ће комапнија понудити више 4А подршке као и да ће посветити више ресурса у стварном развоју игре и маркетингу. Бивши председник Те Ха Кјуа Џејсон Рубин је поделио детаље о изузетно тешким условима рада и захтевима који су постављени у тиму 4А Гејмса током завршетка игре. Њихова канцеларија је била ледена због честог нестанка струје, а тим је био принуђен да прокријумчари компјутерску опрему у канцеларије како би се избегли корумпирани цариници. Рубин је додао да је издавач понудио неразумно мали буџет програмерском тиму, што је чинило само 10% буџета његових конкурента и да је њихов радни простор био тако крцат и мали да га је упоредио са препуном школском кафетеријом и ЕА теретаном у Лос Анђелесу. Наиме Рубин је похвалио тим који је направио игру која је успешно постигла високу критичку похвалу упркос тешким условима рада. Према речима Андруа Прокхорова, Рубин је био једини Те Ха Кју председник који је посетио студио. Он је напоменуо да тим заслужује максималну оцену и да нема потребе за попустљивошћу од потрошача који не маре за своје радне услове.

## Издање
Наслов Metro: Last Light је први пут процурео као Метро 2034, име које је 4А Гејмс првобитно користио. Компанија Те Ха Ку је официјелно открила прави назив игре у мају 2011. године. У новембру 2012. године, компанија Те Ха Ку је најавила да одлаже избацивање игре све до марта 2013. године како би тим програмера имао више времена да оптимизује игру. У децембру 2012. године игрица је напокон изашла, а Те Ха Кју је ушла у поглавље 11, другим речима компаније је банкротирала. Metro: Last Light заједно са компанијом Те Ха Кју и свим њеним својствима и студијом је отишла на аукцију 22. јануара 2013. године. Електронска продавница Гејмс стоп је привремено обрисала игрицу са свог сајта како би спречила купце од преваре куповине недовршене игре. Међутим аукција није значајно утицала на побољшање напретка у развоју игре. На аукцији су учествовали Клирлејк и Коч медиа који су првобитно били намењени дистрибуцији наслова у Италији и Шпанији. На самом крају Коч медиа је добила право на игру Метро франшизу за $5,9 милиона. Коч медиа је била заинтересована за овај наслов с обзиром на то да је игра већ била игрива а и фирма је већ била упозната са тимом програмера, чији су чланови радили на пројекту S.T.A.L.K.E.R: Clear Sky, игра која је била објављена од стране издавачке куће Коч Медија Дип Силвер.
После аукције, Дип Силвер је објавио да ће наслов бити објављен 14. маја 2013. године у Америци, 16. маја 2013. године у Аустралији и Новом Зеланду и 17. маја 2013. године у Европи за Windows, PlayStation 3 и Xbox 360. 10. септембра 2013. године је игра објављена за Makintoš оперативни систем, 5. новембра 2013. године за Линукс и наслов је био у пакету са прототипом стим машине компаније Валв Корпорејшн. PlayStation 3 верзија је додата у библиотеку PlayStation плус претплатилаца у фебруару 2014. године.
Играчи који су купили игру преко Стимa су добили бесплатну дигиталну копију Метро 2033 (роман). Дигитални илустровани роман под називом: „Артјомово Јеванђеље” који говори о догађајима који се одвијају између Metro 2033 и Metro: Last Light, објављен је од стране Дарк Хорс Комикса који је био приордер ексклузива. Новелизација игре коју је написао Глуховски лично је била објављена под називом: "Метро 2035", 2015. године.